# Georges Mathé
Pour les personnes ayant le même patronyme, voir Mathé.
Georges Mathé, né le 9 juillet 1922 à Sermages (Nièvre) et mort le 15 octobre 2010 à Villejuif (Val-de-Marne), est un cancérologue et immunologue français.

## Biographie
Issu d'un milieu modeste, Georges Mathé est boursier au lycée de Moulins dans l'Allier. 
Il participe à la Résistance de 1942 à 1944, tout en poursuivant ses études de médecine à Paris.

## Travaux scientifiques
Externe en 1945, il devient docteur en médecine en 1950 et interne en 1951 (médaille d'or des Hôpitaux de Paris) sous la direction des professeurs Jean Hamburger, Louis Pasteur Vallery-Radot et Léon Binet. Gabriel Richet avec le concours de François Lhermitte, de Georges Mathé et de Paul Milliez met au point l'exanguinotransfusion, premier procédé d'épuration extra-rénale en 1948 dans le service de louis Pasteur Vallery -Radot.Il découvre l'immunologie avec Baruj Benacerraf dans le laboratoire de Bernard Halpern en 1950, puis la cancérologie avec Joseph Burchenal au Memorial Sloan-Kettering Cancer Center de New York, en 1951.
Attaché de recherche à l'Institut national d'hygiène sur le métabolisme de l'eau et l'hyperhydratation cellulaire, il est nommé en 1953 Chef de clinique à la Faculté de médecine de Paris, chez le professeur d'hématologie Paul Chevallier à l'hôpital Broussais.
En 1954, il devient médecin assistant des hôpitaux de Paris, Directeur adjoint du Centre de recherche sur les leucémies et les maladies du sang dirigé par le professeur Jean Bernard à l'hôpital Saint-Louis.
En novembre 1958, à la suite d'un accident nucléaire survenu en Yougoslavie le 15 octobre, Georges Mathé réalise les premières greffes de moelle osseuse chez l'homme avec des donneurs non apparentés aux receveurs et développe l'immunothérapie adoptive. Il est nommé la même année Professeur agrégé de cancérologie de l'université de Paris.
En 1961, il devient chef du service d'hématologie de l'Institut Gustave-Roussy à Villejuif, avant de fonder l'Institut de cancérologie et d'immunogénétique (INSERM-CNRS) au sein duquel il fait construire, en 1964, l'Unité Fred-Siguier de l'Hôpital Paul-Brousse (APHP) qui comporte des chambres stériles.  
En 1960 et 61, il réalise avec René Kuss et Marcel Legrain les premières greffes de rein entre receveurs et donneurs non apparentés et travaille à améliorer la réaction du greffon contre l'hôte (GVH) et celle du greffon contre la leucémie (GVL).   
En 1963, il guérit une première leucémie grâce à une greffe de moëlle osseuse précédée d'une irradiation.  
Il développe l'immunothérapie active et démontre que l'association du BCG et de cellules tumorales irradiées joue un rôle positif sur l'évolution de la maladie. Il travaille également sur l'immunothérapie passive.  
Dans les années 1970 et 80, Georges Mathé participe au développement de la polychimiothérapie, en coopérant à la mise au point de plusieurs molécules importantes parmi lesquelles l'acriflavine, la bestatine, l'ellipticine, l'oxaliplatine, la triptonréline et la vinorelbine. Il participe également au développement de l'hormonothérapie.  
Entre 1966 et 1990, il exerce en tant que professeur de cancérologie expérimentale de la Faculté de médecine de Paris Sud (1966-1990) et chef du service des maladies sanguines et tumorales de l'hôpital Paul-Brousse (1980-1990). Il travaille pendant toute cette période à promouvoir la médecine translationnelle, la polythérapie et la personnalisation des protocoles. Lorsqu'apparaît l'épidémie de SIDA, il s'y intéresse en tant qu'immunothérapeute et hématologue. Il conçoit dès 1989 une quintuple thérapie qui limite les effets secondaires. 
De 1990 à  2008, Georges Mathé est consultant à l'Hôpital suisse de Paris, à l'Hôpital européen de Rome, à l'Hôpital oncologique de Sofia (Bulgarie), à l'hôpital civil de Belgrade (Yougoslavie) et à l'Institut Fred-Siguier de l'hôpital Paul-Brousse.     
Il meurt le 15 octobre 2010 dans le service qu'il avait créé, à l'Institut Fred-Siguier de l'hôpital Paul-Brousse de Villejuif.

## Œuvres et publications
- « Transfusion et greffe de cellules myéloïdes chez l’Homme », in : Colloque international sur les problèmes biologiques des greffes, Liège, 1959. p. 18-21.
- « Multiples espoirs de triompher un jour du cancer », in: Science & vie [hors-série "Médecine Chirurgie"], 1959, p. 75-95, Texte intégral.
- La chimiothérapie des cancers à l'usage du praticien, Expansion scientifique française (Paris), 1966.
- Le cancer, Hachette (Paris), 1967, 159 p.
- (en) « Active Immunotherapy », in: Advances in Cancer Research, Volume 14, 1971, Pages 1–36.
- (en) « Immunotherapy in the treatment of acute lymphoid leukemia », in: Hosp. Pract, 1971, vol. 6, p. 43-51.
- Immunothérapie active des cancers: immunoprévention et immunorestauration, une introduction, Expansion scientifique française (Paris), 1976.
- Dossier cancer, Stock (Paris), 1977, 348 p.
- Chimiothérapie et immunothérapie des cancers aujourd'hui, Expansion scientifique française (Paris), 1979.
- L'Homme qui voulait être guéri [roman], Anthropos (Paris) 1989, 237 p.

En collaboration
- avec Jean Hamburger: Le métabolisme de l'eau, Flammarion Médecine (Paris), 1952.
- avec H. Jammet, Pendic B., Schwartzenberg L., Duplan J.F., Maupin B., Latarjet R., Larrieu M.J., Kalic D., Djukic Z.: « Transfusions and grafts of homologous bone marrow in humans after accidental high dosage irradiation », in: Rev Fr Etud Clin Biol 4(3), 226-38, 1959.
- avec Jean-Louis Amiel: La greffe: aspects biologiques et cliniques, Masson (Paris), 1962.
- avec G. Richet, J.P. Benhamou, R. Bernheim: Sémiologie médicale, Flammarion (Paris), 1965, [rééd. 1973, 1976,1981].
- Le Temps d'y penser [entretiens avec José Hann], Stock (Paris), 1974, 237 p.
- « La dernière cellule », in: Presse méd, 75 (1967): 2591-2593.
- avec Albert Clarysse, Yvan Kenis: "Cancer Chemotherapy", Springer-Verlag, Berlin - Heidelberg - New York, 1976

## Distinctions et hommages
Georges Mathé a publié plus d'un millier d'articles et livres.Il a coopéré avec des chercheurs du monde entier et participé à des colloques et congrès internationaux jusqu'en 2008 (en Chine). Il a été président de l'Entraide médicale internationale.
Outre sa carrière de médecin, de chercheur et d'enseignant, il a participé activement à la création et au fonctionnement de l'INSERM, du CIRC, de l’ARC, de l’ESMO et de l'OERTC.
Le prix Georges Mathé a été lancé en mars 2010 par l'Institut du Cancer et d'Immunogénétique (ICIG). Il promeut l'innovation thérapeutique et la recherche translationnelle initiées par le Professeur Georges Mathé en récompensant chaque année un jeune chercheur ayant fait preuve d'audace et d'originalité dans ses travaux sur le développement de la recherche expérimentale et thérapeutique en cancérologie et immunologie.
De nombreuses récompenses et distinctions nationales et étrangères lui sont attribuées:
Cameron Price (1970), Gold Medal of the Ciba Foundation (1975), Prix Johan-Georg-Zimmermann (1977),  Health Memorial Award (1977), Prix Bred du Cancer(1983), International Award of Chemotherapy (1987), Gotlieb Memorial Award (1989), Prix Leopold Griffuel du Cancer (1994).
- Prix Medawar avec René Küss (2002)[2]
- Grande médaille de l’Académie nationale de médecine (2004)[3].
- Commandeur de la Légion d'honneur.
- Grand officier dans l'Ordre national du mérite.
- Commandeur dans l’Ordre national du mérite de la République italienne.
- Membre de l’Ordre du drapeau yougoslave.
- Membre de l'Académie du royaume du Maroc[4].